# Sphaerius spississimus
Sphaerius spississimus is een keversoort uit de familie oeverkogeltjes (Sphaeriusidae). De wetenschappelijke naam van de soort werd in 1935 gepubliceerd door Pierre Lesne.